# Луїза Саксен-Майнінгенська
Вільгельміна Луїза Крістіна Саксен-Майнінгенська (нім. Wilhelmine Luise Christine von Sachsen-Meiningen, 6 серпня 1752 — 3 червня 1805) — принцеса Саксен-Майнінгенська з Ернестинської лінії Веттінів, донька герцога Саксен-Майнінгену Антона Ульріха та гессенської принцеси Шарлотти Амалії, дружина ландграфа Гессен-Філіпсталь-Бархвельдського Адольфа.

## Біографія
Луїза народилась 6 серпня 1752 року у Франкфурті-на-Майні. Вона була другою дитиною та другою донькою в родині герцога Саксен-Майнінгену Антона Ульріха та його другої дружини Шарлотти Амалії Гессен-Філіпстальської. Мала старшу сестру Шарлотту. Згодом у неї з'явилося шестеро молодших братів та сестер.
Батька не стало, коли їй виповнилося 10 років. Матір більше не одружувалася й надалі виконувала функції регентки країни при малолітніх братах Луїзи.
Сама принцеса у віці 29 років взяла шлюб зі своїм 38-річним двоюрідним дядьком з материнського боку, ландграфом Гессен-Філіпсталь-Бархвельдським Адольфом. Наречений був вояком прусської армії, мав чин генерал-майора, брав участь у війні за баварську спадщину, де потрапив у полон, а за рік перед оруженням вийшов у відставку. Весілля відбулося 18 жовтня 1781 у Майнінгені. Наступного року Луїза народила первістка, всього ж у подружжя було шестеро дітей
Резиденцією родини був замок Вільгельмсбург у Бархвельді.
У липні 1803 року Адольф помер. Луїза стала опікункою їхніх неповнолітніх дітей та адміністраторкою всіх їхніх активів, оскільки даний пункт був передбачений в їхньому шлюбному контракті. Імперський Верховний суд затвердив дане рішення після її звернення з пред'явленням документів.
Пішла з життя 3 червня 1805 року у Касселі. Похована в Бархвельді. Наступного року землі ландграфства були окуповані французами.

## Родина

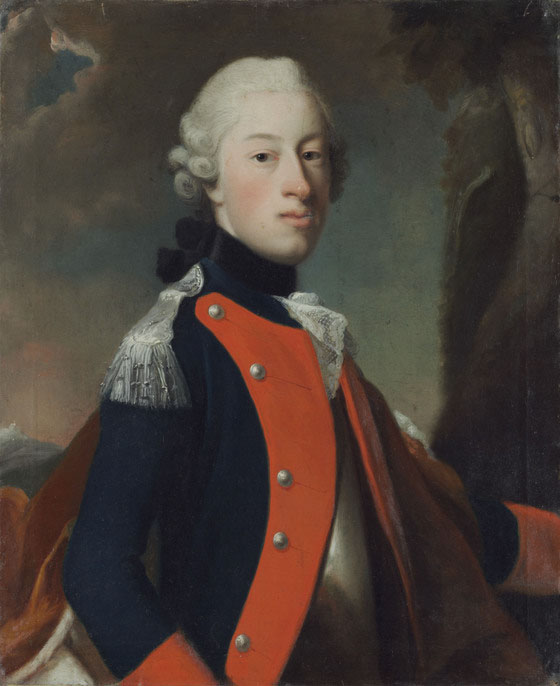
Портрет Адольфа Бархвельдського, 1768

Чоловік — Адольф, ландграф Гессен-Філіпсталь-Бархвельдський 
Діти:
- Фрідріх (1782—1783) прожив місяць;
- Карл (1784—1854) — ландграф Гессен-Філіпсталь-Бархвельдський, генерал-лейтенант, був двічі одруженим, мав шестеро дітей від обох шлюбів;
- Вільгельм (1786—1834) — генерал-майор, був одруженим із данською принцесою Юліаною Софією, мав п'ятьох позашлюбних дітей;
- Георг (1787—1788) прожив 6 місяців;
- Ернст Фрідріх (1789—1850) — одруженим не був, дітей не мав;
- Шарлотта (22 травня—7 червня 1794) прожила 2 тижні.